# Hosanger
Hosanger är en kyrkby i Osterøy kommun i Vestland fylke i västra Norge. Orten ligger vid fylkesväg 567, på den nordvästra delen av ön Osterøy, vid Osterfjorden. Här finns Hosangers kyrka.
Orten utgjorde tidigare centralort i dåvarande Hosangers kommun.

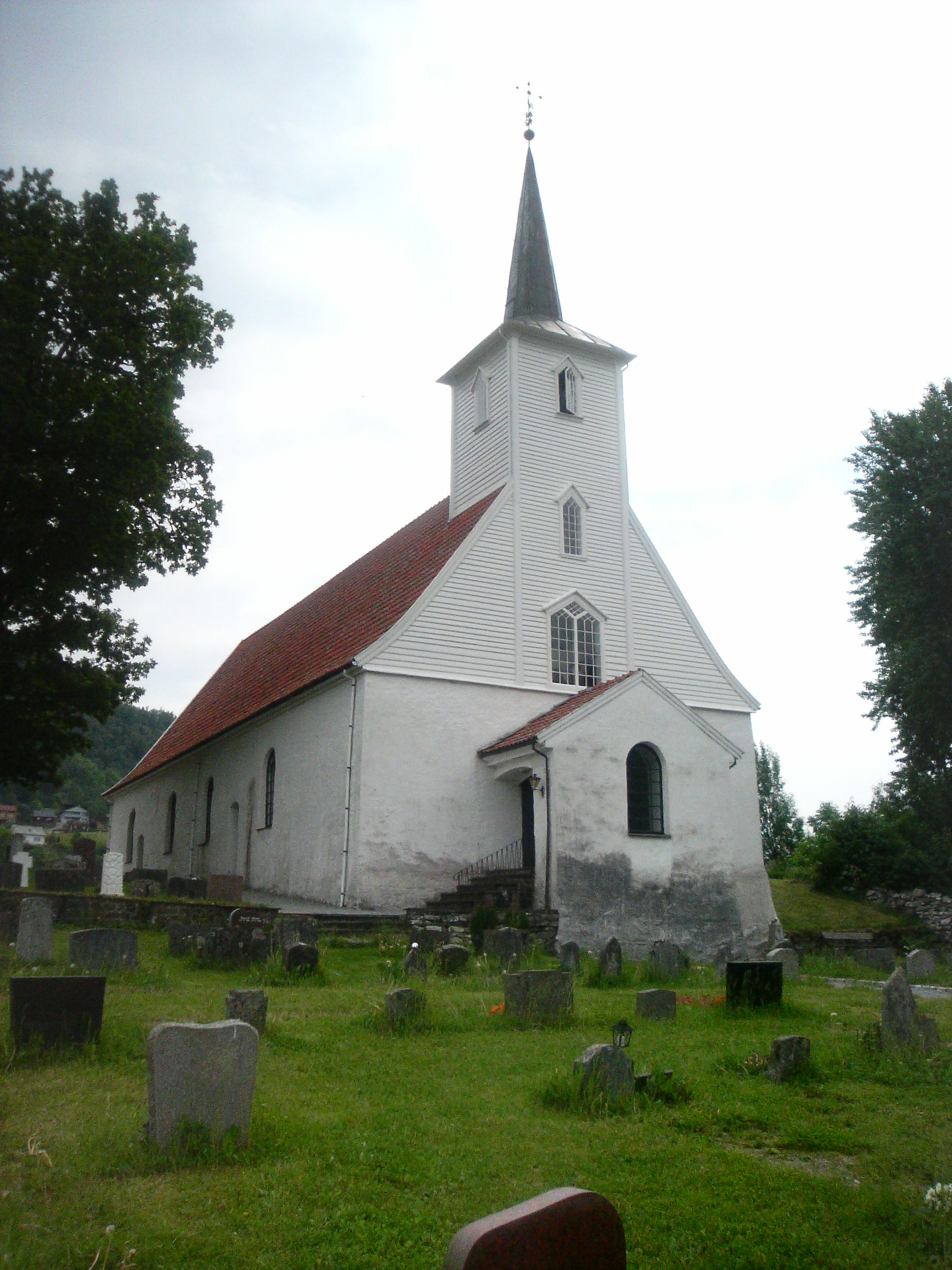
Hosangers kyrka.